# 源氏物語年立
源氏物語年立（「げんじものがたりとしだて」または「げんじものがたりとしだち」）または単に年立（としだて/としだち）は、『源氏物語』の作品世界内における出来事を、主人公の年齢を基準にして時間的に順を追って記したものをいう。第一部および第二部では光源氏の、第三部では薫の年齢を基準とする。
| 源氏物語五十四帖 |        |    |        |
| 各帖のあらすじ   |        |    |        |
| 帖               | 名     | 帖 | 名     |
| 1                | 桐壺   | 28 | 野分   |
| 2                | 帚木   | 29 | 行幸   |
| 3                | 空蝉   | 30 | 藤袴   |
| 4                | 夕顔   | 31 | 真木柱 |
| 5                | 若紫   | 32 | 梅枝   |
| 6                | 末摘花 | 33 | 藤裏葉 |
| 7                | 紅葉賀 | 34 | 若菜   |
| 8                | 花宴   | 35 | 柏木   |
| 9                | 葵     | 36 | 横笛   |
| 10               | 賢木   | 37 | 鈴虫   |
| 11               | 花散里 | 38 | 夕霧   |
| 12               | 須磨   | 39 | 御法   |
| 13               | 明石   | 40 | 幻     |
| 14               | 澪標   | 41 | 雲隠   |
| 15               | 蓬生   | 42 | 匂宮   |
| 16               | 関屋   | 43 | 紅梅   |
| 17               | 絵合   | 44 | 竹河   |
| 18               | 松風   | 45 | 橋姫   |
| 19               | 薄雲   | 46 | 椎本   |
| 20               | 朝顔   | 47 | 総角   |
| 21               | 少女   | 48 | 早蕨   |
| 22               | 玉鬘   | 49 | 宿木   |
| 23               | 初音   | 50 | 東屋   |
| 24               | 胡蝶   | 51 | 浮舟   |
| 25               | 蛍     | 52 | 蜻蛉   |
| 26               | 常夏   | 53 | 手習   |
| 27               | 篝火   | 54 | 夢浮橋 |

## 源氏物語内部の時間の経過
『源氏物語』においては70年余りの間の天皇4代にわたる出来事が描かれているが、作中で登場人物の年齢が明記される箇所はまれである。加えて、『源氏物語』は描かれる時間帯に重なりが存在したり、描かれていない時間帯が存在したりするという複雑な構造を持っている。そのため『源氏物語』を読むに当たり、作品世界の中での出来事を主人公である光源氏の年齢を軸にして整理することが広く普及している。
たとえば主人公である光源氏の年齢ですらも「桐壺」巻において「十二にて御元服したまふ」と記されるものの、次の「帚木」巻では、読んだだけでは年齢が書かれておらず、分からない。これの解決には、第一部の最後である「藤裏葉」巻の「明けむ年、四十になりたまふ」（翌年40歳になる）という記述を待たねばならない。そのため「帚木」巻から「藤裏葉」巻までの間の光源氏の年齢はすべて作品中で描かれている季節などから経過年数を推測した上で、「藤裏葉」巻から逆算して考察することによって明らかにされることになる。
作品中で起こった出来事の前後関係や時間的な隔たりについても明記されていないことが多いため、それらが一見明らかで無いだけでなく異なった解釈が生まれる余地が存在する。たとえば「藤裏葉」巻から逆算した再出発点にあたる「帚木」巻での『雨夜の品定め』の場面での光源氏の年齢について、新年立では17歳、旧年立では16歳となるが、河内本系の写本である東山御文庫蔵『七毫源氏』の「帚木」巻巻末に付記された注釈では15歳説や19歳説があったことが知られる。

### 年立論とその限界・否定論
古注釈の時代から、『源氏物語』の研究においては年立や登場人物の年齢などを考察し、その結果を元に構想論・構造論・人物論などを組み立てることが広く行われてきた。一方でそもそもフィクションではあるが、『源氏物語』における時間の経過には後述するように、矛盾や様々な理解の困難がある。
年立に多くの問題がある事から、年立による方法論には限界がある・あるいは意味がないとの主張もある。たとえば「（源氏物語）正編においては年立的アプローチは有効であるが、続編においては年立的アプローチは有効性を持たない」、あるいは「源氏物語においては個々の場面での登場人物それぞれの年齢などを明らかにすることは出来ても、物語全体に亘って整合性の取れた正確な「年立」を作ることなどはそもそも不可能である」などである。

## 歴史

### 前史
『更級日記』の逸文において、『源氏物語』が成立してまもなくの1020年ころのことを記したと見られる箇所にて、著者の菅原孝標女が「譜をぐして」、すなわち「譜」を手元に置いて、『源氏物語』を読んだという意味の記述が残されている。この「譜」と呼ばれるものが何であったのかは不明であり、さまざまなに推測されているが、年立のようなものであった可能性も考えられている。詳細は譜を参照。
『源氏物語』の古い時代の注釈の中には、単純に各巻がそれぞれ一つ前の巻で描かれている出来事に続く時点の出来事を描いていることを前提にして解釈を加えているものも多く見られた。例えば鎌倉時代の河内方の注釈書『原中最秘抄』では、冷泉帝について、懐妊が明らかにされてから生まれるまでの各巻の記述を追って季節を重ねていった結果、「としは三ヶ年」（冷泉帝は母の胎内に三年いた）との結論を導きだし、先例として、応神天皇・聖徳太子・武内宿禰といった人物の例を引いて「偉大な人物は母の胎内に三年いたとされる」としてその結論を補強している。
しかし本格的な解釈、研究の進展とともに、作中に描かれていない期間が存在したり、各巻で描かれる時間帯に「重なり」が存在したりすることが明らかになり、また登場人物の年齢や、作中でのさまざまな出来事の前後関係や時間的な隔たりについて考察されるようになってきた。このような考察は『源氏物語』の注釈書の始まりといえる、藤原定家による奥入の中においても断片的ながら「柏木の後年也」（横笛巻）、「横笛之同年夏秋也」（鈴虫巻）、「今案此巻猶横笛鈴虫之同秋事歟」（夕霧巻）、「此巻夕霧之後年歟」（御法巻）といった形ですでに見ることができる。
古注の集成という性格を持つ『河海抄』においてはまとまった形では存在しないものの年譜の考察にかなりの紙数が費やされている。これを組み合わせて一通りの年立を構築したものを「河海抄による年立」と呼び、旧年立や新年立と対比することもある。河海抄の年立の、旧年立とも新年立とも異なる特色としては、「真木柱巻の末年を梅枝巻の第1年と同じ年であるとする」といった点が挙げられる。

### 旧年立
『源氏物語』の全巻にわたる体系的な年立を初めてまとめ上げたのは『花鳥余情』の著者でもある一条兼良であり、1453年（享徳2年）に作られた「源氏物語年立」または「源氏物語諸巻年立」と呼ばれるものである。これは後に『種玉編次抄』（宗祇）、『源氏物語聞書』（肖柏）、『弄花抄』・『細流抄』（三条西実隆）などによって部分的に手直しされることもあったが概ね踏襲されていった。『湖月抄』などの江戸時代の版本に収録されている年立も基本的には一条兼良の作った年立である。
この一条兼良の作った年立を今日では「旧年立」と呼んでいる。

### 新年立
江戸時代中期に本居宣長は『源氏物語年紀考』（1763年（宝暦13年））においてそれまでの年立に考察を加え、一部を改めたものを「改め正したる年立の図」として作った。これは後に『源氏物語玉の小櫛』（1799年（寛政11年））第3巻に改良されて収められる。本居宣長の弟子である（直接には平田篤胤の弟子であり母方の甥に当たる）北村久備が著した『すみれ草』（1812年（文化9年））の下巻では、さらに整った形となる。
『源氏物語年紀考』以降のものを「新年立」と呼ぶ。近代以降の多くの『源氏物語』の印刷本や事典・ハンドブック類には年立が収録されているが、ほとんどは新年立を元にしたものにそれぞれの編者らが必要と思われる補訂を加えたものになっている。
新旧の年立の違いは、「帚木」巻から「少女」巻までの間にある1年の「ずれ」である。たとえば「帚木」巻での光源氏の年齢は、新年立では17歳、旧年立では16歳となる。違いの最も大きな原因は「少女」巻と「玉鬘」巻の接続関係をどう理解するかの違いによるものである。
「新年立は、その明瞭さにおいて旧年立より飛躍的に向上しているといえるが、時に新たな取り違えをしている事もある。」とされる。

### 現代の年立
現代の年立は、おおむね「新年立によっている」と言えるが、部分的には以下のような独自の年立てが唱えられることもある。

#### 新潮日本古典集成の年立
『新潮日本古典集成』版の『源氏物語』では、以下のような理由から、「宿木」巻の後半部分を「総角」巻の翌年ではなく翌々年であるとする独自の年立を主張している。
- 「宿木」巻の中で「宇治の大君の一周忌」とされてきた「故宮の御忌日」なる記述について、もし一周忌であるなら「御果」とされるべきであるからこの部分は一周忌のことではなく「二周忌」以降の忌日のことと考えざるを得ない[14]
- 「宿木」巻の「かくて三年」との記述をこれまでの通説のように「匂宮が宇治に通うようになってから三年」とするのではなく「宇治の中君が二条の院に住むようになってから三年」と考えるべきである[15]

#### 高橋和夫の年立
高橋和夫は「梅枝」巻は「真木柱」巻の翌年のことではなく翌々年のことであり、この両巻の間には1年の空白があるとする。「藤裏葉」巻において、光源氏の四十の賀の際に玉鬘の産んだ二人の子供が夕霧の二人の子供と共に振分髪の直垂姿で舞を舞ったとされているが、「真木柱」巻の末年で生まれた髭黒と玉鬘の子供が、さらにはその弟まで含めて「振分髪の直垂姿」になるためには「梅枝」巻が「真木柱」巻の翌年のことだとすると時間が足りないとして「真木柱」巻と「梅枝」巻との間に1年の空白があるとする。

## 各年立の対照
| 巻序   | 巻名   | 河海抄の年立      | 旧年立            | 新年立            | 紫上系・玉鬘系 | 備考                         |
| ------ | ------ | ----------------- | ----------------- | ----------------- | -------------- | ---------------------------- |
| 第1帖  | 桐壺   | 源氏誕生-12歳     | 源氏誕生-12歳     | 源氏誕生-12歳     | 紫上系         |                              |
| 第2帖  | 帚木   |                   | 源氏16歳夏        | 源氏17歳夏        | 玉鬘系         | 以下帚木三帖                 |
| 第3帖  | 空蝉   |                   | 源氏16歳夏        | 源氏17歳夏        | 玉鬘系         | 帚木の並びの巻               |
| 第4帖  | 夕顔   |                   | 源氏16歳秋-冬     | 源氏17歳秋-冬     | 玉鬘系         | 帚木の並びの巻。以上帚木三帖 |
| 第5帖  | 若紫   |                   | 源氏17歳          | 源氏18歳          | 紫上系         |                              |
| 第6帖  | 末摘花 |                   | 源氏17歳春-18歳春 | 源氏18歳春-19歳春 | 玉鬘系         | 若紫の並びの巻               |
| 第7帖  | 紅葉賀 |                   | 源氏17歳秋-18歳秋 | 源氏18歳秋-19歳秋 | 紫上系         |                              |
| 第8帖  | 花宴   |                   | 源氏19歳春        | 源氏20歳春        | 紫上系         |                              |
| 第9帖  | 葵     |                   | 源氏21歳-22歳春   | 源氏22歳-23歳春   | 紫上系         |                              |
| 第10帖 | 賢木   |                   | 源氏22歳秋-24歳夏 | 源氏23歳秋-25歳夏 | 紫上系         |                              |
| 第11帖 | 花散里 |                   | 源氏24歳夏        | 源氏25歳夏        | 紫上系         |                              |
| 第12帖 | 須磨   |                   | 源氏25歳春-26歳春 | 源氏26歳春-27歳春 | 紫上系         |                              |
| 第13帖 | 明石   |                   | 源氏26歳春-27歳秋 | 源氏27歳春-28歳秋 | 紫上系         |                              |
| 第14帖 | 澪標   |                   | 源氏27歳冬-28歳   | 源氏28歳冬-29歳   | 紫上系         |                              |
| 第15帖 | 蓬生   |                   | 源氏27歳-28歳     | 源氏28歳-29歳     | 玉鬘系         | 澪標の並びの巻               |
| 第16帖 | 関屋   |                   | 源氏28歳秋        | 源氏29歳秋        | 紫上系         | 澪標の並びの巻               |
| 第17帖 | 絵合   | 源氏32歳春        | 源氏30歳春        | 源氏31歳春        | 紫上系         |                              |
| 第18帖 | 松風   | 源氏32歳秋        | 源氏30歳秋        | 源氏31歳秋        | 紫上系         |                              |
| 第19帖 | 薄雲   | 源氏32歳冬-33歳秋 | 源氏30歳冬-31歳秋 | 源氏31歳冬-32歳秋 | 紫上系         |                              |
| 第20帖 | 朝顔   | 源氏33歳秋-冬     | 源氏31歳秋-冬     | 源氏32歳秋-冬     | 紫上系         |                              |
| 第21帖 | 少女   | 源氏34歳-36歳     | 源氏32歳-34歳     | 源氏33歳-35歳     | 紫上系         |                              |
| 第22帖 | 玉鬘   | 源氏36歳          | 源氏35歳          | 源氏35歳          | 玉鬘系         | 以下玉鬘十帖                 |
| 第23帖 | 初音   | 源氏37歳正月      | 源氏36歳正月      | 源氏36歳正月      | 玉鬘系         | 玉鬘の並びの巻               |
| 第24帖 | 胡蝶   | 源氏37歳春-夏     | 源氏36歳春-夏     | 源氏36歳春-夏     | 玉鬘系         | 玉鬘の並びの巻               |
| 第25帖 | 蛍     | 源氏37歳夏        | 源氏36歳夏        | 源氏36歳夏        | 玉鬘系         | 玉鬘の並びの巻               |
| 第26帖 | 常夏   | 源氏37歳夏        | 源氏36歳夏        | 源氏36歳夏        | 玉鬘系         | 玉鬘の並びの巻               |
| 第27帖 | 篝火   | 源氏37歳秋        | 源氏36歳秋        | 源氏36歳秋        | 玉鬘系         | 玉鬘の並びの巻               |
| 第28帖 | 野分   | 源氏37歳秋        | 源氏36歳秋        | 源氏36歳秋        | 玉鬘系         | 玉鬘の並びの巻               |
| 第29帖 | 行幸   | 源氏37歳冬-38歳春 | 源氏36歳冬-37歳春 | 源氏36歳冬-37歳春 | 玉鬘系         | 玉鬘の並びの巻               |
| 第30帖 | 藤袴   | 源氏38歳秋        | 源氏37歳秋        | 源氏37歳秋        | 玉鬘系         | 玉鬘の並びの巻               |
| 第31帖 | 真木柱 | 源氏38歳冬-39歳冬 | 源氏37歳冬-38歳冬 | 源氏37歳冬-38歳冬 | 玉鬘系         | 玉鬘の並びの巻。以上玉鬘十帖 |
| 第32帖 | 梅枝   | 源氏39歳春        | 源氏39歳春        | 源氏39歳春        | 紫上系         |                              |
| 第33帖 | 藤裏葉 | 源氏39歳春-冬     | 源氏39歳春-冬     | 源氏39歳春-冬     | 紫上系         | 以上第一部                   |
| 第34帖 | 若菜上 |                   | 源氏39歳冬-41歳春 | 源氏39歳冬-41歳春 |                | 以下第二部                   |
| 第35帖 | 若菜下 |                   | 源氏41歳春-47歳冬 | 源氏41歳春-47歳冬 |                | 若菜上の並びの巻             |
| 第36帖 | 柏木   |                   | 源氏48歳正月-秋   | 源氏48歳正月-秋   |                |                              |
| 第37帖 | 横笛   |                   | 源氏49歳          | 源氏49歳          |                |                              |
| 第38帖 | 鈴虫   |                   | 源氏50歳夏-秋     | 源氏50歳夏-秋     |                | 横笛の並びの巻               |
| 第39帖 | 夕霧   |                   | 源氏50歳秋-冬     | 源氏50歳秋-冬     |                |                              |
| 第40帖 | 御法   |                   | 源氏51歳          | 源氏51歳          |                |                              |
| 第41帖 | 幻     |                   | 源氏52歳の1年間   | 源氏52歳の1年間   |                | 以上第二部                   |
| 第42帖 | 匂宮   |                   | 薫14歳-20歳       | 薫14歳-20歳       |                | 以下匂宮三帖。以下第三部     |
| 第43帖 | 紅梅   |                   | 薫24歳春          | 薫24歳春          |                | 匂宮の並びの巻               |
| 第44帖 | 竹河   |                   | 薫14,5歳-23歳     | 薫14,5歳-23歳     |                | 匂宮の並びの巻、以上匂宮三帖 |
| 第45帖 | 橋姫   |                   | 薫19歳-21歳       | 薫20歳-22歳       |                | 以下宇治十帖                 |
| 第46帖 | 椎本   |                   | 薫22歳春-23歳夏   | 薫23歳春-24歳夏   |                |                              |
| 第47帖 | 総角   |                   | 薫23歳秋-冬       | 薫24歳秋-冬       |                |                              |
| 第48帖 | 早蕨   |                   | 薫24歳春          | 薫25歳春          |                |                              |
| 第49帖 | 宿木   |                   | 薫24歳春-25歳夏   | 薫25歳春-26歳夏   |                |                              |
| 第50帖 | 東屋   |                   | 薫25歳秋          | 薫26歳秋          |                |                              |
| 第51帖 | 浮舟   |                   | 薫26歳春          | 薫27歳春          |                |                              |
| 第52帖 | 蜻蛉   |                   | 薫26歳            | 薫27歳            |                |                              |
| 第53帖 | 手習   |                   | 薫26歳-27歳夏     | 薫27歳-28歳夏     |                |                              |
| 第54帖 | 夢浮橋 |                   | 薫27歳            | 薫28歳            |                |                              |

## 未解決の問題
旧年立と新年立を比べて見ると、概ね新年立のほうが合理的であると考えられるが、そもそも作品自体に矛盾があり、新年立によっても完全な整合性は得られない。矛盾を解決出来ないとされている主要な事項について説明する。

### 正編（第二部）から続編（第三部＝宇治十帖）までの経過期間
正編（第二部）から続編（第三部＝宇治十帖）との間には、第三部における2人の主要な登場人物である薫と匂宮の年齢差についての矛盾がある。
- 正編（第二部）の記述を元に計算した場合、薫は「柏木」巻で生まれており、匂宮は年立の上で薫が2歳になるその翌年である「横笛」巻において「三の宮、三つばかりにて（三の宮（=匂宮）は3歳になる）」と記述されていることから「匂宮は薫より1歳年長」ということになる。
- 続編（第三部＝宇治十帖）では匂宮や薫の個々の年齢についての言及は1個所も無いものの、両者の年齢差について「浮舟」巻において薫は「かの君も同じほどにて、今二つ、三つまさるけぢめにや（匂宮とほぼ同じ年齢であるが2、3歳年上である）」との記述がある。

この矛盾から、一条兼良以来のすべての年立では光源氏が主人公である第一部と第二部では光源氏の年齢を基準に記述され、また第三部では薫の年齢を基準として記述される。また正編と続編の間の経過年数が明記されることは余りない。

### 六条御息所の年齢等
「賢木」巻において、六条御息所の経歴について「十六にて故宮に参りたまひて、二十にて後れたてまつりたまふ。三十にてぞ、今日また九重を見たまひける。（16歳で東宮妃となり、20歳で東宮と死別し、いま30歳になって再び宮中を見ることになった）」とあり、またその娘（後の秋好中宮）の年齢について「斎宮は、十四にぞなりたまひける。（斎宮は14歳になった。）」とある。しかしこの記述は、「桐壺」巻の光源氏が4歳のときに光源氏の兄であり、桐壺帝の第一皇子である後の朱雀帝が立坊しており、また「葵」巻の冒頭（光源氏の22歳春）において「代替わりがあった（桐壺帝が譲位し東宮であった朱雀帝が即位した）」との記述があり、この間は後の朱雀帝が一貫して東宮であったと考えざるを得ない（また朱雀帝が立坊する前年に桐壺帝が光源氏を立坊させることを考えた旨の記述があることから朱雀帝が立坊した時点でその時点まで少なくとも1年以上東宮位は空位であったと考えられる。）という他の巻における記述と矛盾する。

### 明石の方の年齢
「若紫」巻において、明石の方について「けしうはあらず、容貌、心ばせなどはべるなり。代々の国の司など、用意ことにして、さる心ばへ見すなれど、さらにうけひかず。」（悪くはありません、器量や、気立てなども結構だということでございます。代々の国司などが、格別懇ろな態度で、結婚の申し込みをするようですが、全然承知しません。）と良清が語っている。もしもこれを「親の地位や血筋・財産」といった理由ではなく「本人の器量や、気立てなども結構だということ」で求婚されたと解釈すると、この時よりさらに前の「最初の国司が結婚を申し込んだ時点」ですでに一般的な結婚適齢期に達していなければならないと考えられる。ところが「明石」巻には「住吉の神を頼みはじめたてまつりて、この十八年になりはべりぬ。女の童いときなうはべりしより、思ふ心はべりて、年ごとの春秋ごとに、かならずかの御社に参ることなむはべる。」（住吉の神をご祈願申し始めて、ここ十八年になりました。娘がほんの幼少でございました時から、思う子細がございまして、毎年の春秋ごとに、必ずあの住吉の御社に参詣することに致しております。）とあり、この記述は娘（明石の方）が生まれて（またはごく幼い時から）「住吉の神をご祈願申し始めて」18年経ったとする意味の記述であるが、「須磨」「明石」巻の時点で娘が18歳くらいだとすると、「若紫」巻で9歳くらいとなり、良清の話と合わない。これについては、以下のような説がある。
- 「18年」とは「住吉の神をご祈願申し始め」た年であって明石の方が生まれた年そのものではなく、この時明石の方はすでにそれなりの年齢になっていたとする説
- 明石の入道は娘と光源氏を結ばせるために娘の年齢について光源氏に嘘をついたのだとする説[16]
- もともと整合性のある年立は成り立たないとする説[19]

### 髭黒と玉鬘の子供の年齢
「藤裏葉」巻において、光源氏の四十の賀の際に玉鬘の産んだ二人の子供が夕霧の二人の子供と共に「振分髪の直垂姿」で舞を舞ったとされているが、髭黒と玉鬘の最初の子供は「真木柱」巻の末年で生まれており、さらにはその弟まで含めて「振分髪の直垂姿」になるためには「梅枝」巻が「真木柱」巻の翌年のことだとすると不自然であるとされる。
- 『河海抄』は、このとき「振分髪の直垂姿」で舞を舞ったのは髭黒と玉鬘の子供ではなく髭黒と前の北の方の間の子供であるとしている
- 高橋和夫は「梅枝」巻は「真木柱」巻の翌年のことではなく翌々年のことであり、この両巻の間には1年の空白があるとしている[16]
- 長谷川（常磐井）和子は作者のミステイクの一つであるとしている[20]。

### 紫の上の年齢
紫の上の年齢について、「若紫」巻の記述を元にすると光源氏とは7・8歳差となるが、「若菜」巻の記述を元にすると10歳差になる。「若紫」巻（旧年立によれば光源氏17歳、新年立によれば光源氏18歳）で紫の上が初めて登場した際には、「十ばかりやあらむと見えて」（10歳ばかりに見える）と記されている（ただし河内本にはこの語句は無い。）。これを10歳であるとすると光源氏より7歳ないし8歳年下となる。これに対して「若菜下」巻の光源氏が47歳である時点において、「今年は三十七にぞなりたまふ」と、37歳の厄年と明記される箇所があり、これに従うと光源氏より10歳年下となる。この点について、古注釈の記述を見ると、
- 藤原定家は大島本「御法」巻の奥入において、「六条院五十紫上四十三」と記しており、「若紫」巻での記述に基づく年齢差を正しいものとしている。
- 『細流抄』は、「女は三十七重厄なり、薄雲女院も三十七にて崩じたり。総じて紫上は源氏に七ばかり妹と見えたり。然れば源氏は四十七歳也、紫上は四十なるべきを紫式部思うようありてかく書けるなるべし」
- 本居宣長は、『源氏物語玉の小櫛』において、「三十七とあるところは三十九とあるべきで、写し誤ったか紫式部が書き誤ったかであろう」としている。

と、いずれも「若紫」巻での記述をもとにした論を展開している。
現代の様々な研究書においても、「紫上37（年立上39～40）」、「本文に三十七歳。実は四十歳」、「紫上37（39）」、「但し、紫上は源氏より七歳年下で実は四十歳であり、他の巻の年齢と矛盾する」、「紫上39（但し本文は37）」、「紫上39（但し本文には37）」、「紫上39（ただし本文には37）」と、両論を併記する説明がなされており、解決はされていない。